# Taxiphyllum arcuatum
Taxiphyllum arcuatum är en bladmossart som beskrevs av Si He 1997. Taxiphyllum arcuatum ingår i släktet Taxiphyllum och familjen Hypnaceae. Inga underarter finns listade i Catalogue of Life.